# 那覇市立大道小学校
那覇市立大道小学校（なはしりつ だいどうしょうがっこう）は、沖縄県那覇市字大道146-1に所在する公立小学校。
第二次世界大戦前に沖縄師範学校女子部の附属小学校として開校した歴史を持っており、市内でも歴史と伝統のある小学校である。
2006年4月現在は学力向上フロンティアスクールに指定されている。
那覇市立大道こども園を併設している。
現在の全校児童は約300名ほどである（令和5年現在）

## 沿革
出典
- 1934年（昭和9年）4月 - 沖縄女子師範代用附属小学校として、大道尋常高等小学校として開校。なお、現在の学校所在地から、付近の栄町商店街辺りまでは、沖縄師範学校女子部の校地であったという。
- 1935年（昭和10年）12月 - 校歌制定。
- 時期不明 - 太平洋戦争中に大道国民学校に校名改称。[要出典]
- 1945年（昭和20年） - 太平洋戦争により、沿革資料等焼失する。
- 1946年（昭和21年）12月2日 - 豊見城村（現:豊見城市）賀数にて開校。この日を開校記念日として現在指定。
- 1947年（昭和22年）11月 - 現在地（元大道国民学校所在地）に移転。
- 1950年（昭和25年）4月 - 校章制定。
- 1953年（昭和28年）11月 - 校旗樹立。
- 1954年（昭和29年）12月 - 新校舎竣工。
- 1956年（昭和31年）10月 - 松川小学校を分離。
- 1963年（昭和38年）12月 - 真嘉比小学校を分離。
- 1965年（昭和40年）10月 - 遊具（ブランコ、シーソー、滑り台）設置。
- 1966年（昭和41年）5月 - 校内テレビ放送開始
- 1972年（昭和47年）
  - 5月15日 - 沖縄返還に伴い那覇市立大道小学校と改称。
  - 9月 - スクールゾーン発足する。
- 1973年（昭和48年）4月 - 体育館竣工。
- 1975年（昭和50年）9月 - カラーテレビ設置。
- 1976年（昭和51年）5月 - 校門改修工事完了。
- 1977年（昭和52年）8月 - 特殊学級、図書館、職員室、放送室改修工事完了。
- 1978年（昭和53年）
  - 7月30日 - 交通方法変更（7・30）。
  - 8月 - 交通指導模擬訓練実施。
- 1979年（昭和54年）6月 - プール完成。
- 1980年（昭和55年）8月　水道増設工事完成。
- 1983年（昭和58年）3月 - 新校舎落成式移転。
- 1984年（昭和59年）
  - 3月 - 現在とほぼ同じ校舎配置となる。近隣地区の学校に先駆けてオープンスペースを活かした教室設計がなされた。
  - 12月 - 創立50周年記念式典挙行。
- 1990年（平成2年）4月 - 教育目標改訂実施。
- 1991年（平成3年）11月 - 市制70周年記念として、琉球松を植樹。総合学習広場（動物広場）完成。
- 1992年（平成4年）
  - 1月 - 飼育小屋完成。
  - 6月 - 大道文庫（親子読書文庫）開設。
  - 9月 - 日時計設置。学校週5日制がスタート。
- 2001年（平成13年）4月 - ノーチャイムでの授業開始。
- 2002年（平成14年）
  - 4月 - 文部科学省による学力向上フロンティアスクールに指定。
  - 7月 - コンピュータ教室へ、PC40台を設置。
- 2004年（平成16年）
  - 1月 - 大道わくわく広場オープン。
  - 9月 - 大道子ども教室開設（環境キッズ、エイサー、三味線、空手、剣道教室）、土日に活動。
  - 12月 - あけぼのファーム社（株）より子供用三味線6丁寄贈。
- 2005年（平成17年）
  - 1月 - 創立70周年記念植樹（桜2本、ホウオウボク1本、琉球松1本）。
  - 2月 - 創立70周年記念資料室完成。創立70周年記念式典挙行し、記念学芸会と祝賀会開催。
- 2006年（平成18年）4月 - 二学期制スタート。
- 2007年（平成19年）
  - 7月 - 体育館解体工事開始。
  - 10月 - 体育館起工式挙行。
- 2008年
  - （平成20年）3月 - 体育館落成記念式典挙行し、祝賀会開催。
  - (平成20年)　時期不明 - ひめゆり学徒隊の慰霊碑(銅像)設置
- 2009年（平成21年）11月 - 電子黒板14台の設置。
- 2012年（平成24年）1月 - 避難訓練（地震・火災・津波想定）で地域の避難場所（松川小学校）まで、全児童・幼稚園児徒歩で移動。
- 2014年（平成26年）
  - 9月 - 創立80周年記念「運動会」、創立80周年記念撮影。
  - 12月 - 創立80周年記念「学芸会」開催。
- 2024年 （令和6年）
  - 　6月 - 創立90周年記念「創立90周年記念児童集会」、開催

## 通学区域
出典
- 字安里（357～420番地）
- 字大道（1～60番地、68～173番地、200～203番地、212～225番地）
- 壺屋2丁目（5～15番地）
- 字松川（265番地、266番地、274～279番地、310番地、325番地）
- 松川2丁目（4番地のみ）
- 三原1丁目（全域）

## 進学中学校
ほとんどの児童が小学校向かいに位置する那覇市立真和志中学校に進学する。ただし、当校の校区の一部である壺屋2丁目は那覇市立神原中学校区となっているため、若干名はそこに進学する。
他に、沖縄尚学高等学校附属中学校、昭和薬科大学附属中学校、興南中学校、沖縄カトリック中学校、琉球大学教育学部附属中学校などの県内国私立中学校に進学する者も数人いる。

## 周辺
- 那覇市立大道みらいこども園 - 同一建物内
- 那覇市立大道幼稚園 - 同一敷地内
- 那覇市立真和志中学校 - 栄町通り（那覇市道）をはさんで、敷地が隣接。
- 学童保育あゆみ学園（認可外保育園） - 栄町通り（那覇市道）をはさんで、敷地が隣接。
- FCA学童 三原校
- 社団法人沖縄県婦人連合会会館 - 那覇市道をはさんで、敷地が隣接。
- 安里川
- 那覇市立松川公園
- 高齢者共同住宅ゆがふ6号館
- ファミリーマート那覇三原中央通り店

## アクセス
- 沖縄都市モノレール沖縄都市モノレール線（ゆいレール）安里駅（国道330号・県道46号安里駅前交差点付近出入口）から、徒歩約325m・約5分。